# Antoni Seguí (organista)
Antoni Seguí fou un organista i mestre de cant de la Catedral de Girona durant el segle XVI.
Seguí fou (com també ho va ser el mestre de capella i organista Llorenç Casquer entre 1532 i 1537) obtentor del magisteri el 1541, durant l'organistia de Gaspar Sagristà, amb qui mantení certes desavinences. Juntament amb Sagristà, formà part dels testimonis excepcionals de la visita de Felip II de Castella a la Catedral de Girona el 1548. L'aleshores príncep fou acompanyat de la seva capella real, de camí a Castelló d'Empúries per embarcar-se a les galeres reials que l'havien de conduir a Gènova.